# Vlag van Jõgevamaa

Vlag van Jõgevamaa

De vlag van Jõgevamaa, een provincie van Estland, bestaat net als alle vijftien andere Estische provincievlaggen uit twee even hoge banen van wit en groen met het provinciewapen op het midden van de witte baan. Groen staat voor de natuur in Estland. Ook toen werd gekozen voor een unieke en als zodanig direct herkenbare provincievlag. De vlag is, net als alle andere provincievlaggen, vastgelegd door toenmalig president Konstantin Päts: dit gebeurde op 10 oktober 1996. De hoogtelengte verhouding van de vlaggen is 7:11; bij een vlag van 105 bij 165 centimeter is de hoogte van het wapen 40 centimeter.
Het provinciewapen op het midden van de witte baan van de vlag bestaat uit een linksschuin gedeeld schild door drie witte gegolfde lijnen op blauw; boven op blauw een geel driebladig klaverblad en onder op groen drie gele rechtopstaande koren aren.
Het district Jõgeva werd in 1949 opgericht en een jaar later ondergebracht in het district Tartu. In 1990 werd een nieuwe provincie Jõgeva gevormd. Het wapen is dat van de provincie Tartu, waarbij de ster vervangen werd door een klaverblad uit het wapen van de hoofdstad en de eikentak plaats maakte voor drie korenaren voor het agrarische karakter van het gebied. De golvende lijnen staan voor de rivier de Pedja in dit gebied.